# Willmandinger Bröller
Der Willmandinger Bröller ist eine in der Region Bröller genannte, nur zeitweilig bei ausreichend hohem Wasserstand im Karstgrundwasserleiter aktive Wasserhöhle auf der Schwäbischen Alb beim Dorf Willmandingen der Gemeinde Sonnenbühl im baden-württembergischen Landkreis Reutlingen. 

## Beschreibung
Der Bröller liegt auf der Mittleren Kuppenalb etwa 1,4 Kilometer nordwestlich des Dorfes Willandingen in rund 700 m ü. NHN Höhe am Talsporn der Einmündung des Laudentals von Süden in das obere Tal des Seebachs, eines Zuflusses der Steinlach, das hier eben einen nach Süden ausholenden Bogen schlägt.
Der Eingang der Höhle ist je etwa einen Meter breit und hoch und sie erstreckt sich etwa 32 Meter weit in den Berg. Der Zugang ist durch ein Gitter verwehrt. Im Bett des zuweilen ablaufenden Bachs ist Kalksinter abgelagert.